# Harry von Haurowitz

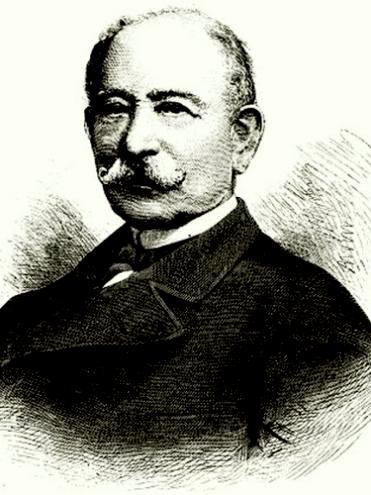
Harry von Haurowitz

Harry Valentin von Haurowitz (* 18. Dezember 1799 in Schleswig; † 6. Juli 1882 in Gmunden, Österreich) war ein deutscher Arzt.

## Leben
Haurowitz studierte von 1817 an in Kopenhagen Medizin, machte als Schiffsarzt auf der Korvette Diana 1821–22 eine Reise nach Westindien, beendete nach dieser seine Studien und trat 1825 in russische Dienste, fungierte sechs Jahre als Gouvernementsarzt im Gouvernement Saratow, wurde dann als Stabsarzt zum Kadettenkorps nach Zarskoje Selo berufen und kam als Leibarzt des Großfürsten Konstantin Nikolajewitsch Romanow mit der Flotte in nähere Verbindung, deren Sanitätswesen er zu reformieren hatte.
Er wurde Generalinspektor des Sanitätswesens der russischen Marine, trat 1864 in den Ruhestand, blieb aber noch in engeren Beziehungen zur kaiserlichen Familie, siedelte später nach Wien über und starb am 6. Juli 1882 in Gmunden.

## Werke
- Topographisch-medizinische Beobachtungen über den südlichen Teil des saratowischen Gouvernements (Petersburg 1836)
- Übersicht über die Krankheiten und medizinischen Verhältnisse auf der russischen Ostseeflotte im Krieg von 1855
- Kurze Anleitung für Marineärzte (1858)
- Die Armee und ihr Sanitätswesen in ihren gegenseitigen Beziehungen. Wien: Gerolds Sohn, 1868.
- Das Militärsanitätswesen der Vereinigten Staaten von Nordamerika während des letzten Krieges nebst Schilderungen von Land und Leuten. Stuttgart: Weise, 1866.
  - Militærsanitætsvæsenet i de Forenede Stater i Nord-Amerika un der den sidste Krig, tilligemed Skildringer af Land og Folk; oversat af F. C. Gutfeld. Odense 1868.
- Erinnerungen an Corfu im Sommer 1869. Wien: Czermak, 1870
- Die organische Entwicklung des Menschen nach den neuesten Naturforschungen. Wien, 1871.